# Alter Kulm
Der Alte Kulm ist ein mittelalterliches Rechtsbuch aus dem Magdeburger Rechtskreis. Der Alte Kulm war Teil des Kulmer Rechtes und Recht des Deutschen Ordensstaates.

## Geschichte
Der Alte Kulm ist ein Stadtrechtsbuch aus vermutlich der zweiten Hälfte des 14. Jahrhunderts. Diesen zeitlichen Ursprung schlussfolgert man aus der Datierung der ältesten Handschriften auf das Jahr 1394. Das Rechtsbuch enthält das Systematische Schöffenrecht aus Magdeburg und Breslau. Vor der Zusammenstellung zum Alten Kulm wurden die übernommenen Rechtstexte noch überarbeitet. Es ist unbekannt, wer der Autor des Rechtsbuches ist. Über den örtlichen Ursprung des Rechtsbuches wurden verschiedene Hypothesen aufgestellt. Insbesondere im 19. Jahrhundert wurde der Ursprung des Rechtsbuches in Schlesien vermutet. Geschlussfolgert wurde dies aus den vermuteten genutzten Quellen. In der älteren Literatur und in einiger Literatur 20. Jahrhundert wurde die These vertreten, dass der Alte Kulm in Preußen selbst entstanden ist. Eine weitere Vermutung legt nahe, dass die Entstehung des Rechtsbuches mit der Oberhoftätigkeit des Kulmer Rates in Zusammenhang steht.
Als Stadtrechtsbuch begann der Alte Kulm sein Wirken als Sammlung des Stadtrechtes Kulms. Eine landesherrliche Autorisierung im Deutschordensstaat soll durch den Hochmeister Paul von Rusdorf (Amtszeit 1422–1441) geschehen sein. Aus den Überlieferungen von Handschriften und Drucken ist bekannt, dass das Rechtsbuch in der Gerichtspraxis häufig verwandt wurde. 1476 erkannte der polnische König Kasimir IV. Andreas als Lehnsherr Preußens den Alten Kulm als den einzigen validen rechtlichen Text in Preußen an. Der Alte Kulm verdrängte dabei unter anderem das Meißner Rechtsbuch.
Im Laufe der Jahrhunderte wurden mehrere Versuche unternommen, den Alten Kulm zu erneuern. Allerdings scheiterten diese am Widerstand des lokalen Adels und so blieben einzelne erneuerte Vorschriften nur in der regionalen Praxis Anwendung. Aufgrund dieser Umstände konnte man verschiedene Ausgaben des Alten Kulms in unter anderem Neumarkter Kulm, Danziger Kulm und Ermländer Kulm unterscheiden. Sie entstanden teilweise im 16. Jahrhundert. Dies ist jedoch zu unterscheiden von den verschiedenen Erneuerungen über die Jahre, die durch die Implementation von Schöffensprüchen kamen. Der Alte Kulm wurde in der Rezeption eine Quelle der IX Bücher des Magdeburger Rechts und der Magdeburger Fragen.
Das preußische Rechtsbuch wurde auch mit einer Glosse versehen. Sie lässt sich in einer Handschrift 1541 nachweisen und entstand vermutlich in Königsberg. Nach Ansicht der Glosse verdrängte der Alte Kulm alle anderen in Preußen genutzten Rechtsbücher. Die bekannten Glossen des Alten Kulm sind alle aus Königsberg. Von denen aus anderen Quellen und Literatur bekannten Glossen sind mit Ausnahme eines Exemplars jedoch alle Handschriften verschollen. Dies wird unter anderem darauf zurückgeführt, dass der Herzog von Preußen im 16. Jahrhundert viele Glossen beschlagnahmen und vernichten ließ, da er fürchtete, dass die Richter die Glosse mit ähnlicher Autorität betrachten würden, wie den Text des Rechtsbuches.
Nach einer leichten, umfassenden Überarbeitung im 16. Jahrhundert, blieb das Rechtsbuch bis zum Landrecht des Herzogtums Preußen von 1620 in Kraft. In Danzig war das Rechtsbuch als Ius Culmense ex ultima revisione sogar bis ins 19. Jahrhundert genutzt und war im Rang eines Statutargesetzes in Kraft. Im königlichen Preußen wurde der Alte Kulm endgültig erst 1772 abgelöst. Der Alte Kulm galt über Preußen hinaus in Teilen der heutigen Ukraine und des heutigen Polens.

## Einordnung
Das Rechtsbuch gilt als das bedeutendste Rechtsbuch der Region Preußen. Geschlussfolgert wird dies unter anderem aus den über 40 bekannten Handschriften und Drucken aus der frühen Neuzeit. Erhalten oder bezeugt sind 35 Handschriften. Es ist als „deutsches Recht“ einzustufen, nicht als Teil des römischen, oder des kanonischen Rechtes.
Das Buch erhielt seine Bezeichnung von der Bezeichnung am Kulmer Oberhof, wo es Alter Kulm oder auch Altes Kölmisches Buch genannt worden ist. Eine andere Bezeichnung ist auch Altes Kulm'sches Buch. Im englischen ist die Bezeichnung Old Chelmno Law gebräuchlich.
Der Alte Kulm wird als „kennzeichnendes Kulturprodukt der deutschen Ostsiedlung“ bezeichnet.

## Aufbau und Inhalt
Das Rechtsbuch ist eine Neuordnung der in den zur Zusammenstellung genutzten Quellen. Der anonyme Autor entfernte einige Textteile des Systematischen Schöffenrechtes und fügte noch einige Urteile des Magdeburger Schöffengericht hinzu und übernahm aus dem Lehnrecht des Schwabenspiegels.
Der Alte Kulm ist in fünf Teile unterteilt. Das Rechtsbuch ist zwar in Ostmitteldeutsch geschrieben. Die fünf Überschriften sind jedoch in Latein gehalten. Sie lauten 1. De Senatoribus, 2. De scabinis et de iudice, 2. De vulneribus, homieidiis et de iniuriis, 4. De resignationibus, dotalitiis, devolutionibus et tutoribus und 5. Iura communi. Das zweite, dritte und vierte Buch sind jeweils in zwei Teile unterteilt. Das Vorbild des Alten Kulms aus Breslau besaß ebenfalls ein fünftes Buch, das den gleichen Titel wie das des Kulmer Buches hatte, wurde durch den anonymen Autor jedoch inhaltlich erheblich erweitert. Die Erweiterung geschah unter anderem durch Ergänzung von neuen Urteilen des Magdeburger Schöffengerichtes. Wo im Text ein Hinweis auf Magdeburg stand, wurde dieser durch einen auf Kulm oder die umliegende Region ersetzt.
Das Rechtsbuch enthält Vorschriften für die jüdische Bevölkerung. Der Alte Kulm enthält mit einer Ausnahme alle Vorschriften, der anderen Varianten des Schöffenrechts, die in Regionen mit großen jüdischen Gemeinden entstanden sind.
Der Alte Kulm enthält als eines der Rechtsbücher, die aus dem Magdeburger Rechtskreis entstammen, und so auf dem Sachsenspiegel aufbauen, die von Papst Gregor XI. durch die Bulle Salvator Humani Generis verbotenen Articuli Reprobati nicht.

## Ausgaben
- Das Alte kulmische Recht, mit einem Wörterbuche. Herausgegeben von Christian Karl Leman. Berlin 1838. (kritisiert von Paul Laband für nachlässige Transkription).
- Das Magdeburg-Breslauer systematische Schöffenrecht aus der Mitte des XIV. Jh. Herausgegeben von Paul Laband. Berlin 1863 (als kritische Ausgabe des Alten Kulm zu verstehen[2]).
- Prawo starochelminskie 1584 (1394), herausgegeben von Witold Maisel und Zbigniew Zdójkowki, Übersetzer Andrzej Bzdega und Ana Gaca, 1985 (polnische Sprachausgabe).